# پی خرچنگ
پی خرچنگ یک ستاره است که در صورت فلکی خرچنگ قرار دارد.